# Святилище Трёхостровское
Святилище Трёхостровское — древнее святилище эпохи позднего бронзового века, воплощающее культ огня. Является уникальным археологическим памятником, не имеющий аналогов среди известных объектов на юге России.
Реконструкция этого памятника говорит о наличии близости культовых традиций населения позднего бронзового века Волго-Донского региона религиозным представлениям населения Северной Индии и Ирана, нашедшим отражение в индоарийской и зороастрийской мифологической литературе.

## История
Святилище находится на правобережном плато малой излучины Дона, в 7 км к северу от станицы Трёхостровской Иловлинского района на территории природного парка «Донской».
Внешне это сооружение представляет собой искусственный холм высотой 3 м и диаметром около 150 м, окруженный рвом, ширина которого колебалась от 24 до 32 м, а современная глубина — 2 м. Диаметр сооружения по внешним краям рва колеблется в пределах 200 м. Центральная возвышенная часть его повреждена несколькими ямами, оставшимися от кладоискательских раскопок, проводившихся в начале XX века местным населением. В результате этих раскопок из глубины на поверхность были перемещены крупные обломки стекловидного шлака с остатками сожжённого дерева, спекшейся массы красноватого суглинка.
С 1997 по 2003 год святилище исследовалось учёными из Волгоградского государственного университета совместно с Институтом физико-химических и биологических проблем почвоведения РАН. В результате комплексных исследований была разработана модель предположительных технологических и конструктивных особенностей памятника, времени его возведения и назначении.
Строительство данного сооружения осуществлялось в несколько этапов. На первом этапе на площади диаметром около 100 м был срезан гумусный слой, и аккуратно перемещен на периферию и уложен на землю в виде кольца шириной до 15 м, за которым начал сооружаться ров. Из верхнего слоя были изготовлены блоки, затем использованные для возведения в центре специальной печи. Образовавшийся котлован после снятия верхнего слоя грунта и некоторого его углубления был заполнен жидким глинистым раствором, поверх которого уложены ветки деревьев.
На втором этапе в центре круглого котлована, залитого глинистым раствором и выстланного ветками, была возведена печь. Материалом для неё служили блоки, изготовлявшиеся в простых формах, сделанных из прутьев. Своеобразная печь представляла собой круглую конструкцию диаметром до 40 м. Высота её могла достигать нескольких метров. Печь была заполнена деревом, доставленным из поймы Дона, после чего сверху она была закрыта крупными обломками известняка и подожжена. Для поддержания процесса горения в стенке печи были сделаны вентиляционные отверстия. Температура горения в печи, по данным химических анализов шлаков, могла достигать 1100—1300 °С.
Процесс горения в печи поддерживался достаточно долго. Но в какой-то период печь была разрушена, её фрагментами была занята большая часть площадки, покрытой глинистым раствором и ветками деревьев. После этого весь развал, начиная от внутреннего края рва, был засыпан грунтом, вынутым ранее из рва, который представлял из себя супесь зеленоватого цвета. Образовавшейся насыпи была придана определённая форма. От рва она круто поднималась вверх, затем шла практически горизонтально земле, а в центральной части имела куполообразное возвышение. После придания сооружению такой формы вся его поверхность была покрыта щебёнкой из известняка. Таким образом, все сооружение внутри рва приобрело белый цвет.
Одной из задач, стоявших перед экспедицией, было установление времени возведения исследуемого памятника и соотнесение его с какой-либо из археологических культур. Сложность заключалась в том, что в процессе раскопок не было обнаружено ни одного артефакта. Отобранные образцы для радиоуглеродного датирования были отправлены в разные лаборатории: Института географии РАН, Бета-аналитическую лабораторию в Майами, штат Флорида (США), университета Аризоны (США), Дарден Худ, штат Пенсильвания (США), Потсдам (Германия). Были получены следующие результаты: три даты пришлись на поздний бронзовый век в пределах XV—XIII вв. до н. э. и шесть дат на скифское время VII—IV вв. до н. э. Проведенные независимые палеопочвенные исследования подтверждают более раннюю дату возведения сооружения.
В 2002 году было проведено обследование округи святилища, что позволило выявить следы нескольких поселений срубной культуры, которые, в случае отнесения святилища к позднему бронзовому веку, являются синхронными ему. Возможно, население этой культуры и возводило исследуемый объект.
Учёные опровергли высказывающуюся ранее версию о производственном назначении святилища. Химические анализы образцов показали, что данное сооружение не являлось печью для выплавки железа, а отнесение его к бронзовому веку вообще снимает этот вопрос.

## Легенды
Со святилищем связано несколько легенд. Первая о том, как Бог Арай получил на нём Священный Огонь для всего Арийского народа. Вторая о Белой деве, которая появлялась на нём и предупреждала казаков о наступлении врага.
В 2009—2010 годах телекомпания НТВ сняла документальный фильм «Волгоградская область. Точка уничтожения Земли?» из цикла передач «Таинственная Россия», в котором рассказывает о святилище. Сценарий к документальному фильму написал волгоградский драматург и краевед Юрий Войтов.